# Hot Wheels: Micro Racers
Hot Wheels Micro Racers es un videojuego de carreras desarrollado por Unique Development Studios (UDS) y publicado por Mattel Interactive para Microsoft Windows. El juego está basado en la línea de juguetes Hot Wheels y se presentó en la Feria Internacional Americana del Juguete en febrero de 2000, como competidor de Micro Machines. Hot Wheels Micro Racers se lanzó el 28 de abril de 2000 y venía con un auto y un póster de Hot Wheels gratuitos.

## Jugabilidad
Hot Wheels Micro Racers presenta mini vehículos Hot Wheels como los corredores jugables y controlados por computadora del juego, con un juego que consiste en carreras de estilo arcade. El juego presenta tres pistas de carreras, cada una con sus propios peligros y obstáculos únicos: una oficina, un dormitorio para niños y una playa. Se presentan tres modos de juego: individual, campeonato y persecución. En el modo individual, el jugador puede elegir cualquier pista para correr. En el Campeonato, el jugador debe terminar cada carrera en primer lugar para poder avanzar a la siguiente carrera. La persecución consta de una única carrera a tres vueltas; el corredor en último lugar explota al final de cada vuelta, siendo el último auto restante el ganador.
El jugador comienza con dos vehículos, mientras que se pueden desbloquear cinco más completando carreras de campeonato y encontrando áreas secretas y estrellas ocultas en cada pista. Cada vehículo está basado en un juguete Hot Wheels real y cada uno tiene diferentes características de manejo, como velocidad máxima y aceleración. El jugador puede utilizar un turbo boost para acelerar temporalmente, pero debe recargarse después de cada uso. El juego incluye una opción para dos jugadores, en la que ambos juegan en pantalla dividida.

## Recepción
| Puntuaciones de reseñas  | Puntuaciones de reseñas |
| Evaluador                | Calificación            |
| ------------------------ | ----------------------- |
| Metacritic               |                         |
|                          |                         |
|                          |                         |
| Puntuaciones de críticas |                         |
| Publicación              | Calificación            |
| AllGame                  | [ 7 ]                   |
| GameSpot                 | 6.2/10                  |
| IGN                      | 6.2/10                  |
| PC Gamer RU              | 35%                     |
| PC Zone                  | 2.2/10                  |
| The Adrenaline Vault     | [ 2 ]                   |
|                          |                         |

| Premios     | Premios |
| Publicación | Premio  |
| ----------- | ------- |
|             |         |
|             |         |

Scott Steinberg de IGN criticó el número limitado de pistas de carreras del juego y escribió: "Las pistas, diseñadas para parecer gigantescas en relación con tu insignificante corredor de Hot Wheels, no son complejas ni largas". Steinberg elogió los gráficos, pero escribió que el juego "se consideraría menos de la mitad de un juego completo en circunstancias normales". "Hot Wheels: Micro Racers" parece deportivo y se juega a las mil maravillas, pero ofrece la misma longevidad como un 'desvío de escritorio'".
Trey Walker de GameSpot criticó el "decepcionante anticlímax" del juego, escribiendo que "aparte de desbloquear los autos ocultos, no hay forma de hacer un registro de tu éxito en las carreras; no hay un Salón de la Fama que te permita registrar tu nombre". una tabla de puntuación alta o algo por el estilo. Tal como está, la única recompensa por ganar en el nivel profesional es que te devuelvan al menú principal". Walker elogió los gráficos del juego y calificó las pistas como "bien detalladas", pero escribió que una mayor cantidad de pistas "habría sido una adición bienvenida, pero hay que darle crédito al juego, sus pocas pistas cuentan con una serie de atajos interesantes y áreas secretas. ". Walker notó los simples efectos de sonido del juego y también escribió: "La música de fondo es agradable y alegre, pero envejece después de algunas carreras". Walker concluyó que el juego tenía "un valor modesto" y escribió que "brinda una experiencia de carreras estilo arcade divertida y agradable desde una perspectiva del tamaño de un juguete".
Bob Mandel de The Adrenaline Vault criticó la pequeña cantidad de vehículos y pistas, así como la pequeña longitud de cada pista. Mandel también criticó la falta de opciones básicas del juego: "No puedes ajustar ni personalizar los coches en absoluto, seleccionar el número de vueltas o el número de oponentes, controlar los ángulos de visión o ver o guardar una repetición de una carrera". Además, Mandel criticó la falta de realismo y física del mundo real del juego, así como sus gráficos obsoletos y sus efectos de sonido y música poco inspirados. Mandel escribió que el juego sería demasiado aburrido para los adultos y potencialmente demasiado difícil para los niños.
PC Gamer criticó el juego por su "mediocridad", escribiendo que sólo valdría la pena jugarlo "en un mundo donde Micro Machines no existe".
Anthony Baize de AllGame escribió que el juego "comienza bien pero rápidamente se convierte en una experiencia repetitiva y aburrida. Con gráficos llamativos y sonido de alta intensidad, el juego no logra alcanzar su alto potencial debido a un número limitado de pistas y una jugabilidad extremadamente difícil". Baize consideró que Hot Wheels: Crash! era una opción superior para los fanáticos de Hot Wheels. Steve Hill de PC Zone calificó el juego como una "imitación de segunda categoría" de Micro Machines y desaconsejó comprarlo "porque la decepción es inevitable".